# Poslije smrti (2023.)
Poslije smrti (eng. After Death) američki je kršćanski dokumentarni film iz 2023. koji su osmislili i režirali Stephen Gray i Chris Radtke. 

## Radnja
Film bilježi priče različitih osoba koje su preživjele iskustvo bliske smrti i sadrži analizu tih događaja od strane autora i znanstvenika dok pokušavaju odrediti što se događa nakon što ljudi umru. Film sadrži intervjue, kao i rekonstrukcije događaja, dok ljudi u dokumentarcu raspravljaju o tome što bi se moglo dogoditi nakon smrti. Dobio je mješovite kritike od kritičara.

## Prijem
Film je objavljen 27. listopada 2023. u 2605 kina u Sjedinjenim Državama i Kanadi.
Zaradio je 2,1 milijun dolara prvog dana i ukupno 5,1 milijun dolara prvog vikenda, završivši na četvrtom mjestu.
Na web stranici Rotten Tomatoes koja prikuplja recenzije, 50% od 16 recenzija kritičara je pozitivno, s prosječnom ocjenom 5,8/10. Metacritic, koji koristi ponderirani prosjek, dodijelio je filmu ocjenu 22 od 100, na temelju 4 kritičara, što ukazuje na "općenito nepovoljne" kritike. Publika koju je ispitao CinemaScore dala je filmu prosječnu ocjenu "A-" na ljestvici od A+ do F, dok su oni ispitani na PostTraku dali 88% ukupne pozitivne ocjene, a 62% je reklo da bi definitivno preporučili film.